# Gœrlingen
Gœrlingen település Franciaországban, Bas-Rhin megyében. Lakosainak száma 204 fő (2022. január 1.). Gœrlingen Hellering-lès-Fénétrange, Hilbesheim, Sarraltroff, Baerendorf, Kirrberg és Rauwiller községekkel határos.

## Népesség
A település népességének változása:
| Lakosok száma | 247  | 250  | 244  | 227  | 215  | 209  | 204  | 199  | 204  |
|               | 2013 | 2015 | 2016 | 2017 | 2018 | 2019 | 2020 | 2021 | 2022 |